# Io sono Mia
Io sono Mia es una película italiana dramática biográfica dirigida por Riccardo Donna y estrenada en 2019.
La película sigue la historia artística de Mia Martini y su séquito, su hermana Loredana, los gerentes que conocía, sus dramáticas relaciones familiares.

## Sinopsis
La película comienza en 1989 en San Remo, con un flashback de los años 1970. Algunos episodios de su infancia (cuando su padre la golpea porque quiere cantar y no estudiar), su carrera artística y su familia, se hablan durante una entrevista concedida a un periodista unas horas antes de cantar en el Festival de 1989.
En la década de 1970, Mia participó en el Festival de San Remo e interpretó una canción, "Almeno tu nell'universo" (Al menos tú en el universo). Luego viene un período dramático de calumnias lanzado a fines de la década de 1970 por un productor con el que se niega a trabajar y que acusa a Mia de traer mala suerte. Luego, Mia entabla una relación amorosa problemática con el fotógrafo milanés Andrew (inspirado por Ivano Fossati, que no quería participar en la película), de quien se enamora. Ella tiene una relación con él durante diez años. La película también evoca el personaje del Anthony original que está inspirado en Renato Zero, quien tampoco quería ser mencionado al igual que Fossati.

## Reparto
- Serena Rossi: Mia Martini
- Maurizio Lastrico: Andrès
- Lucia Mascino: Sandra Neri
- Dajana Roncione: Loredana Bertè
- Antonio Gerardi: Alberigo Crocetta
- Nina Torresi: Alba Calia
- Daniele Mariani: Anthony
- Francesca Turrin: Manager de Mia
- Fabrizio Coniglio: Roberto Galanti
- Gioia Spaziani: Maria Salvina Dato
- Duccio Camerini: Giuseppe Radames Bertè
- Simone Gandolfo: Redactor
- Corrado Invernizzi: Charles Aznavour
- Edoardo Pesce: Franco Califano
- Mauro Serio: Doctor

## Premios
- Nastro d'argento especial para Serena Rossi[2]